# Петра-ту-Роміу

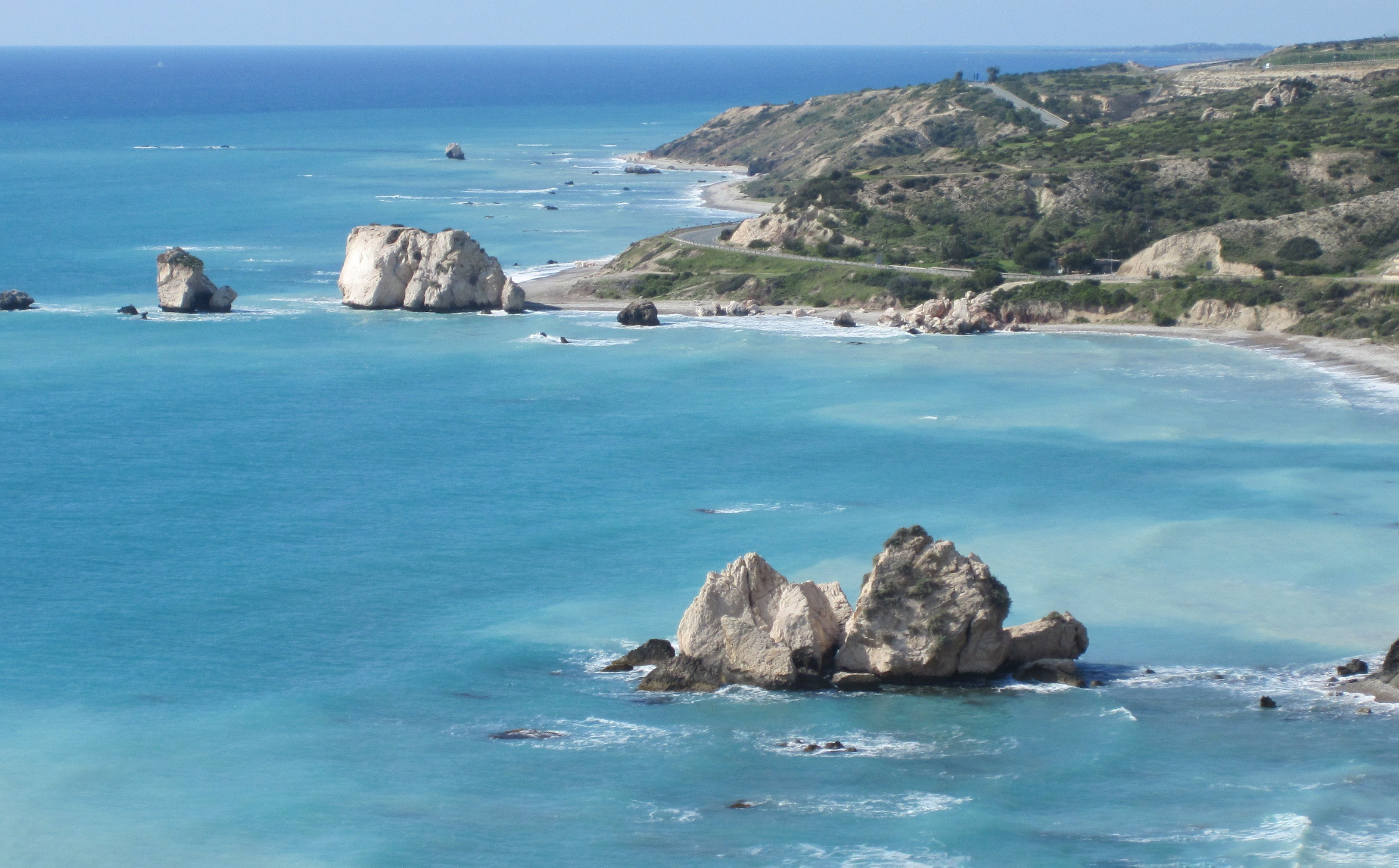
Петра-ту-Роміу позаду, попереду — Сарацинська скеля

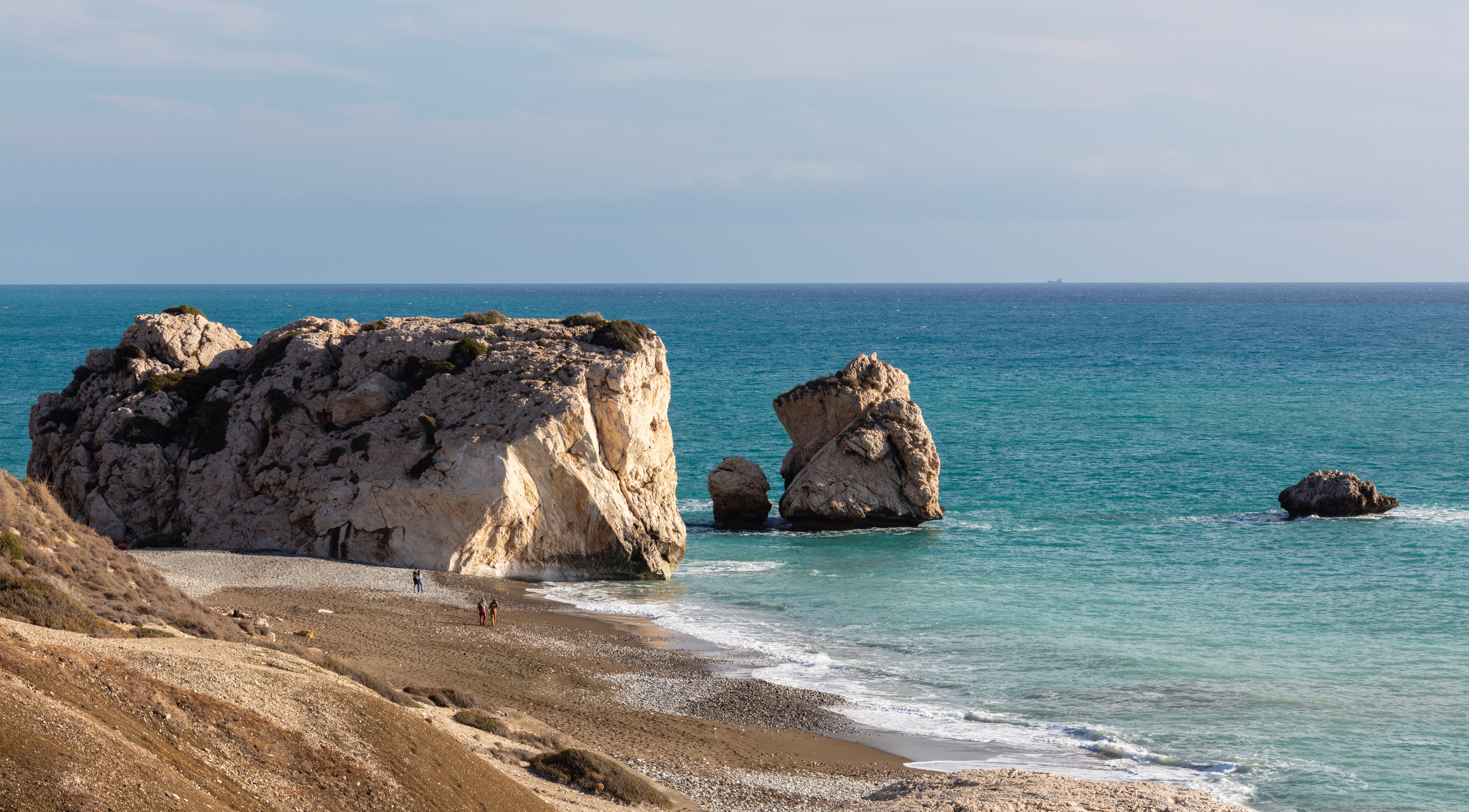
Скеля Афродіти (грудень 2021)

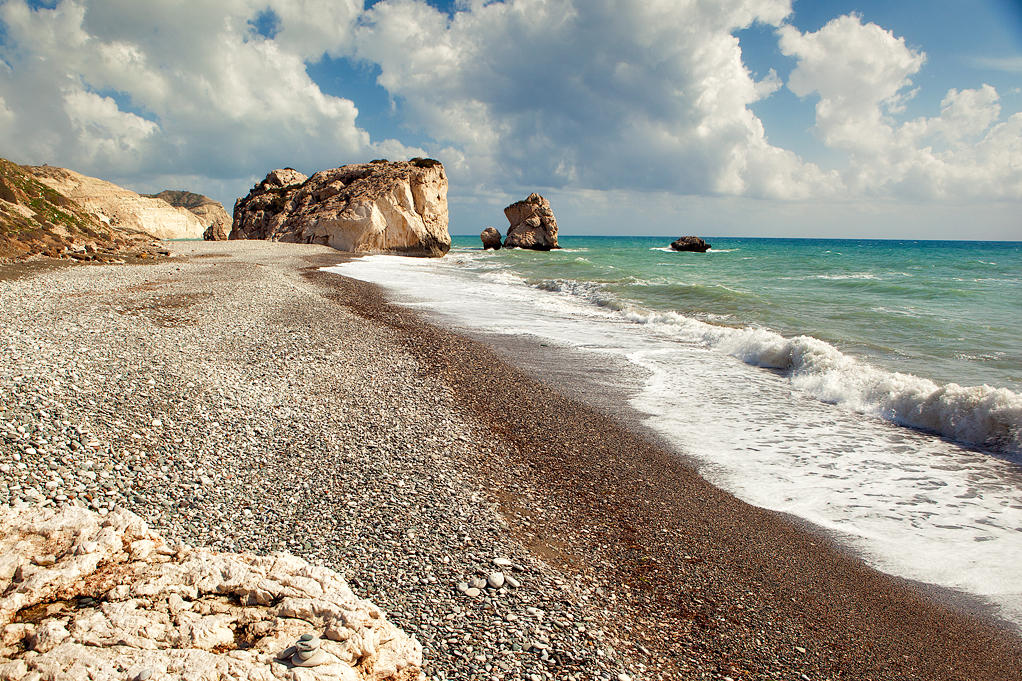
Берег Петра-ту-Роміу

34°39′49″ пн. ш. 32°37′37″ сх. д. / 34.663517° пн. ш. 32.62697° сх. д.
Петра-ту-Роміу (грец. Πέτρα του Ρωμιού, латиніз. Pétra tou Romioú, досл. «Скеля Ромеїв», тобто східноримців або візантійців, або «Скеля греків»), неофіційно Скеля Афродіти (англ. Aphrodite's Rock) — морський кекур (скеля) у місті Пафосі (Кіпр) біля села Куклія. Поєднання краси місцевості вважається в грецькій міфології Батьківщиною богині Афродіти, що приваблює туристів. Через своє стародавнє релігійне значення та архітектуру Куклія була внесена до списку Всесвітньої спадщини ЮНЕСКО разом із Пафосом та Гробницями царів у 1980 році.
Незважаючи на популярність у туристів, море в околицях Петра-ту-Роміу є небезпечним для плавання, а на саму скелю підійматися заборонено місцевою владою. Проте неподалік розташовано ресторан, туристичний павільйон і курорт «Пагорби Афродіти».

## Легенда
Згідно з однією легендою скеля є місцем народження богині кохання Афродіти. У міфології Гея (богиня землі) переконала одного зі своїх синів Кроноса оскопити його ж батька Урана (небо). З насіння і крові обрізаного Кроносом Урана, що потрапило в море й утворило білосніжну піну, народилася Афродіта біля острова Кіфера (звідси прізвисько «пінородженна»; докладніше див. «Афродіта Анадіомена»). Вітерець приніс її на острів Кіпр (чи вона сама припливла туди, оскільки їй не сподобалася Кіфера), де вона вийшла з морських хвиль, та її зустріли Ори.
Інша легенда пов'язує це місце з назвою «Ахні», місцевим пляжем, на якому ахейці висадилися по поверненню з Трої.
Сучасна назва Петра-ту-Роміу (скеля ромеїв) відноситься до легендарного візантійського героя Дігеніс Акріта. Він був наполовину грек (ромей), а наполовину араб, через це виникло його ім'я «Дігеніс» (двічі народжений). Згідно з легендою Дігеніс скинув з гір Троодосу скелю в бік сарацинів, котрі напали на острів. Тому розташована поруч з Петра-ту-Роміу скеля зветься «Сарацинська скеля».